# Ариано-Ирпино
Ариано Ирпино (итал. Ariano Irpino) — город в Италии, расположен в регионе Кампания, подчинён административному центру Авеллино.
Население составляет 22 906 человек (на 2004 г.), плотность населения составляет 124 чел./км². Занимает площадь 185 км². Почтовый индекс — 83031. Телефонный код — 00825.
Покровителем города считается святой Оттон. Праздник города ежегодно празднуется 23 марта.